# هوندا سی‌بی۴۰۰ ان
هوندا سی‌بی۲۵۰ ان و سی‌بی ۴۰۰ ان (به انگلیسی: Honda CB250N/CB400N) موتورسیکلت‌هایی هستند که توسط شرکت هوندا موتور از سال ۱۹۷۸ تا ۱۹۸۶ تولید شدند. جانشین مدل سی‌بی۴۰۰ تی بود، یک سری اصلاحات از جمله گیربکس شش سرعته و چیزی که هوندا به عنوان سبک اروپایی نامیده است شبیه  هوندا سی‌بی۹۰۰اف بود، داشت. این یک مدل محبوب برای هوندا با ۷۰٫۰۰۰ دستگاه تنها در بریتانیا فروش داشت.
این موتور سیکلت مجهز به یک موتور دو سیلندر چهار زمانه هوا خنک بود. دارای سه سوپاپ در هر سیلندر، دو ورودی و یک اگزوز بود که توسط یک میل بادامک بالای سر زنجیر کار می‌کرد. جرقه زنی توسط جرقه زنی تخلیه خازن (سی‌دی‌آی) ارائه شد. این یک طرح میل لنگ ۳۶۰ درجه مشابه بسیاری از دوقلوهای موازی سنتی بریتانیا بود، اما با دو محور تعادل برای کاهش ارتعاشات ناخواسته. از یک جعبه دنده شش سرعته و درایو نهایی زنجیره‌ای استفاده می‌کرد. سوخت رسانی توسط کاربراتورهای دوقلوی کیهین ژاپن انجام می‌شد.

## سی‌بی۲۵۰ ان
یک موتور ۲۴۹ سی سی (۱۵٫۲ مکعب اینچ) بود. به دلیل قوانین مجوز در آن زمان که به زبان آموزان اجازه می‌داد هر موتورسیکلتی با ظرفیت کمتر از ۲۵۰ سی سی را سوار کنند، یک مدل محبوب در بریتانیا بود. CB250N با بیش از ۱۷۰۰۰ دستگاه تنها در سال ۱۹۸۰، محبوب‌ترین موتور سیکلت فروش در بریتانیا بود. محبوبیت آن در بریتانیا همراه با بسیاری در کلاس ۲۵۰ سی‌سی کاهش یافت، زیرا در سال ۱۹۸۳، حداکثر اندازه موتورها یادگیرنده به ۱۲۵ سی‌سی (۷٫۶ مکعب اینچ) کاهش یافت.
در طول دوره تولید خود، از سال ۱۹۷۸ تا ۱۹۸۶ تغییرات مختلفی داشت.

## سی‌بی۴۰۰ ان
این مدل بسیار شبیه به نوع 250N بود. با این حال، آن را با 250N با ظرفیت موتور بزرگتر، دیسک‌های ترمز جلوی دوگانه و چراغ جلو هالوژنی متفاوت بود. ابزار دقیق دارای علامت‌های متفاوتی برای دور شمارنده و سرعت‌سنج بود تا حداکثر سرعت بالاتر و خط قرمز RPM پایین‌تر را منعکس کند.
CB400N در طول دوره تولید خود چندین تجدید نظر داشت.